# Сенкібай
Сенкіба́й (каз. Сеңкібай) — село у складі Байзацького району Жамбильської області Казахстану. Входить до складу Мирзатайського сільського округу.
У радянські часи село називалося Єнбек.
Населення — 709 осіб (2021; 698 у 2009, 658 у 1999, 717 у 1989).